# Marșul asupra Romei (film din 1962)
Marșul asupra Romei (titlul original: în italiană La marcia su Roma) este un film de comedie-dramatică coproducție italo-franceză, realizat în 1962 de regizorul Dino Risi, protagoniști fiind actorii Vittorio Gassman și Ugo Tognazzi. 

## Conținut
Acțiunea filmului se petrece în Italia anului 1922. Doi prieteni care se întorc din Primul Război Mondial, Rocchetti și Gavazza, se alătură partidului fascist din Milano. În timp ce acesta din urmă este un oportunist, primul este un romano-catolic care este convins de prietenul său să se alăture partidului și este convins de programul revoluționar prezentat de partid în Piazza San Sepolcro. În octombrie, cei doi prieteni se alătură unui grup de fasciști care mărșăluiesc spre Roma, dar în timpul călătoriei, Rocchetti, văzând comportamentul conducătorilor fascisti și a forțelor care ajută partidul, renunță treptat la speranțele sale cu privire la programul revoluționar fascist. Când Rocchetti încearcă în sfârșit să plece, este bătut aproape până să moară.
Gavazza îl salvează și fuge împreună cu prietenul său. Cu toate acestea, Marșul asupra Romei este făcut, iar cei doi prieteni nu pot decât să urmărească în tăcere cum se întâmplă schimbarea politică. Ultima scenă a filmului îl arată pe regele Victor Emmanuel al III-lea urmărind de pe balconul Palatului Quirinale pe fasciști. Apoi se întoarce către Marele Amiral Paolo Thaon di Revel și îi spune că este dispus să „testeze fasciștii câteva luni”.

## Distribuție
- Vittorio Gassman – Domenico Rocchetti
- Ugo Tognazzi – Umberto Gavazza
- Roger Hanin – căpitanul Paolinelli
- Mario Brega – Marcacci „Mitraglia” („Mitraliera”)
- Angela Luce – țăranca
- Giampiero Albertini – Cristoforo
- Antonio Cannas – Zofreghin
- Nino Di Napoli – „Mezzacartuccia” („Jumătate de cartuș”)
- Gérard Landry – căpitanul Armatei Regale
- Alberto Vecchietti – Molinello
- Liù Bosisio – Adelina
- Howard Rubiens – judecătorul profesor Milziade Bellinzoni
- Daniele Vargas – „Excelenza sa”
- Antonio Acqua – directorul închisorii
- Carlo Kechler – marchizul Veniero Bellotti
- Edda Ferronao – proprietarul tavernei